# Miquel de Palol i Felip
Miquel de Palol i Felip (Gerona, 1885-Gerona, 1965) fue un escritor español en lengua catalana.

## Biografía
Nacido en 1885 en la ciudad catalana de Gerona, fue miembro del grupo de escritores modernistas de Gerona, con los que adoptó actitudes bohemias y rebeldes. Intervino en la creación de los Juegos Florales de Gerona (1903) y colaboró en L'Enderroc, Lletres y Catalanitat, que dirigió, y en otros, así como en la prensa barcelonesa (El Poble Català, L'Esquella de la Torratxa, La Campana de Gracia).
Seguidor como poeta de las corrientes simbolistas, publicó Roses (1905), Sonetos galantes (1912, editado únicamente en versión castellana) y Poemes de tarda (1914). Es autor también de la novela Camí de llum (1909), una de las obras más significativas del decadentismo catalán, y de la recopilación de narraciones Llegendes d'amor i de tortura (1910).
Marginado por la ascensión del novecentismo, escribió todavía algunas obras teatrales dentro de los esquemas simbolistas: Senyoreta Enigma (1920), entre otras. Afiliado a Acció Catalana, durante la Segunda República Española intervino en la política local y fue miembro del Comité de teatro de la Generalidad. Parte de su obra literaria ha permanecido inédita. En 1972, le fue publicada la autobiografía Girona i jo.
En lengua castellana, Revista Castellana (Valladolid), dirigida por Narciso Alonso Cortés, publicó varias poesías de Miquel de Palol y de Josep Massó Ventós, traducidas al castellano por Zacarías Ylera y leídas en el Ateneo de Valladolid.